# Лоренс (Масачусетс)
Лоренс (енгл. Lawrence) град је у америчкој савезној држави Масачусетс. По попису становништва из 2010. у њему је живело 76.377 становника.

## Демографија
Према попису становништва из 2010. у граду је живело 76.377 становника, што је 4.334 (6,0%) становника више него 2000. године.
| Група             | 2000.          | 2010.          |
| Белци             | 24.569 (34,1%) | 15.637 (20,5%) |
| Афроамериканци    | 3.516 (4,9%)   | 5.788 (7,6%)   |
| Азијати           | 1.910 (2,7%)   | 1.895 (2,5%)   |
| Хиспаноамериканци | 43.019 (59,7%) | 56.363 (73,8%) |
| Укупно            | 72.043         | 76.377         |